# 109
109 — невисокосний рік, що почався у вівторок за григоріанським календарем.
Римська імперія •  Парфянське царство •  Кушанське царство •  Східна Хань •  Сармати

## Геополітична ситуація
Римську імперію очолює імператор Траян (до 117). Імперія займає Апеннінський, Піренейський та Балканський півострови, Галлію, частину Британії, Близький Схід, Північну Африку включно з Єгиптом.
Наймогутніша держава центральної Азії — Парфянське царство. Наймогутніша держава Індостану — Кушанське царство. Династія Хань править у Китаї.
Триває докласичний період цивілізації мая.
На території майбутньої України, в степах Причорномор'я, мешкають сармати, північніше — племена Черняхівської культури.

## Події
- Авл Корнелій Пальма Фронтоніан та Публій Кальвізій Тулл Рузон були консулами Римської імперії. Консул-суфект — Абурній Валенс.
- 24 червня у Римі освячено Акведук Траяна.
- Завершилося будівництво термів Траяна.
- Прокладена Траянова дорога, що сполучила Беневенто з Бриндізі.
- У західній частині Парфії почалося правління Хосроя. Вологез II продовжує змагатися за трон.
- Ухуані зробили набіг на Китай, але зазнали поразки й підкорились Китаю.

## Народились
Дивись також Категорія:Народились 109

## Померли
Дивись також Категорія:Померли 109
- Тиберій Катій Цезій Фронтон  — державний діяч часів Римської імперії
- Тиберій Кандід Марій Цельс  — державний діяч Римської імперії